# (8012) 1990 HO3
(8012) 1990 HO3 – planetoida z pasa głównego asteroid okrążająca Słońce w ciągu 5 lat i 164 dni w średniej odległości 3,1 au. Została odkryta 29 kwietnia 1990 roku w Obserwatorium Siding Spring przez Michaela Irwina i Annę Żytkow. Nazwa planetoidy jest oznaczeniem tymczasowym.